# Elatostema xanthophyllum
Elatostema xanthophyllum är en nässelväxtart som beskrevs av Wen Tsai Wang. Elatostema xanthophyllum ingår i släktet Elatostema och familjen nässelväxter. Inga underarter finns listade i Catalogue of Life.